# Electronic Travel Authorisation
ETA (engelska: Electronic Travel Authorisation) är ett digitalt inresetillstånd för Storbritannien som från 2 april 2025 krävs för medborgare i EU och ett antal andra europeiska länder. Det krävdes sedan tidigare för medborgare i främst utomeuropeiska länder.  Brittiska och irländska medborgare behöver ej ETA, inte heller de utländska medborgare som har ett brittiskt visum eller uppehållstillstånd i Storbritannien. 
Den elektroniska ansökningen får inget avslag eller godkännande omedelbart, utan det tar i allmänhet från ett fåtal timmar upp till tre arbetsdagar att få besked. En beviljad ansökan gäller för sitt ändamål för flera besök under högst två år eller så länge som det i ansökan angivna passet för personen gäller. Ett enskilt besök kan inte pågå längre än sex månader.

ETA förekommer även för inresa till andra länder, däribland Australien och Kanada. 